# Comté de Burnet
Pour les articles homonymes, voir Burnet.
Le comté de Burnet, en anglais : Burnet County, est un comté situé au centre de l'État du Texas aux États-Unis. Fondé le 5 février 1852, son siège de comté est la ville de Burnet. Selon le recensement des États-Unis de 2020, sa population est de 49 130 habitants. Le comté a une superficie de 2 645 km2, dont 2 575,1 km2 en surfaces terrestres. Il est baptisé à la mémoire de David G. Burnet, président par intérim puis vice-président de la république du Texas.

## Organisation du comté
Le comté est fondé le 5 février 1852, à partir des terres des comtés de Travis, de Williamson et de Gillespie. Il est définitivement organisé et autonome, le 7 août 1854. 
Le comté est baptisé en référence à David G. Burnet, président du gouvernement provisoire de la république du Texas,.

## Comtés adjacents
| Comté de San Saba | Comté de Lampasas | Comté de Bell       |
| Comté de Llano    | Comté de Burnet   | Comté de Williamson |
|                   | Comté de Blanco   | Comté de Travis     |

## Géographie

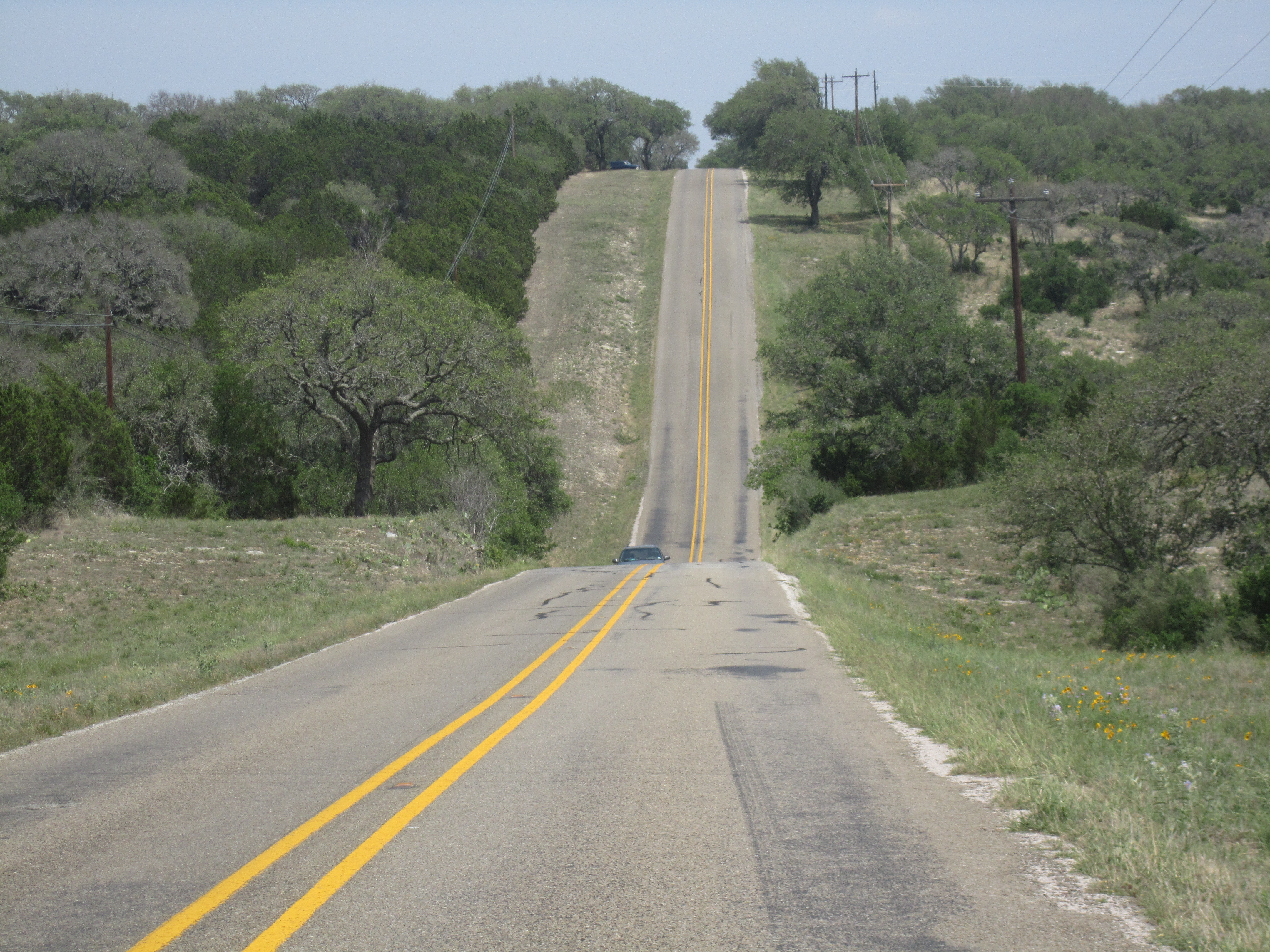
Une route vallonnée vers le parc d’État de Longhorn Cavern dans le comté de Burnet.

Le comté de Burnet se situe dans le centre de l'État du Texas, aux États-Unis,. Il se trouve à l’extrémité nord-est du Texas Hill Country.
Il a une superficie totale de 2 641 km2, composée de 2 575,1 km2 de terres et de 65,9 km2 de zones aquatiques.
L'altitude varie de 213 m à 518 m.

## Démographie
Lors du recensement de 2010, le comté comptait une population de 42 750 habitants. En 2017, la population est estimée à 46 804 habitants,.
| Groupes           | Comté de Burnet | Texas | États-Unis |
| ----------------- | --------------- | ----- | ---------- |
| Blancs            | 88,5            | 70,4  | 72,4       |
| Autres            | 6,7             | 10,6  | 6,4        |
| Métis             | 1,9             | 2,5   | 2,7        |
| Afro-Américains   | 1,8             | 11,9  | 12,6       |
| Amérindiens       | 0,7             | 0,7   | 0,9        |
| Asiatiques        | 0,5             | 3,8   | 4,8        |
| Total             | 100             | 100   | 100        |
|                   |                 |       |            |
| Latino-Américains | 20,2            | 37,6  | 16,7       |

Pyramide des âges du comté de Burnet (2000).

Selon l'American Community Survey, pour la période 2011-2015, 85,36 % de la population âgée de plus de 5 ans déclare parler l'anglais à la maison, 13,90 % déclare parler l'espagnol et 0,73 % une autre langue.